# مالی چرمشان
مالی چرمشان (انگلیسی: Maly Cheremshan) یک رودخانه در تاتارستان کشور روسیه است.